# Francisco de Campos Barreto
Francisco de Campos Barreto (Sousas, 28 marzo 1877 – Campinas, 22 agosto 1941) è stato un vescovo cattolico brasiliano.

## Biografia
Ordinato prete il 22 dicembre 1900, dal 1901 esercitò il ministero sacerdotale a Villa Americana, poi a Sousas dal 1903 e dal 1904 a Campinas.
Fu consacrato vescovo di Pelotas nella cattedrale di Campinas nel 1911; fu trasferito alla sede di Campinas nel 1920.
Per l'assistenza religiosa e materiale alla popolazione nelle zone più abbandonate della diocesi, nel 1928 fondò la congregazione delle suore missionarie di Gesù Crocifisso; nel 1937 tentò, senza successo, di dare inizio a un ramo maschile del suo istituto.
Morì a Campinas.

## Genealogia episcopale e successione apostolica
La genealogia episcopale è:
- Cardinale Scipione Rebiba
- Cardinale Giulio Antonio Santori
- Cardinale Girolamo Bernerio, O.P.
- Arcivescovo Galeazzo Sanvitale
- Cardinale Ludovico Ludovisi
- Cardinale Luigi Caetani
- Cardinale Ulderico Carpegna
- Cardinale Paluzzo Paluzzi Altieri degli Albertoni
- Papa Benedetto XIII
- Papa Benedetto XIV
- Papa Clemente XIII
- Cardinale Marcantonio Colonna
- Cardinale Giacinto Sigismondo Gerdil, B.
- Cardinale Giulio Maria della Somaglia
- Cardinale Carlo Odescalchi, S.I.
- Cardinale Costantino Patrizi Naro
- Cardinale Lucido Maria Parocchi
- Cardinale Girolamo Maria Gotti,  O.C.D.
- Vescovo João Batista Corrêa Nery
- Vescovo Francisco de Campos Barreto

La successione apostolica è:
- Vescovo Idílio José Soares (1932)
- Vescovo Francisco do Borja Pereira do Amaral (1941)